# Сперкач, Валентин Никитович
 Валентин Никитович Сперка́ч (р. 1939) — советский и украинский кинорежиссёр документального кино. заслуженный деятель искусств УССР (1982).

## Биография
Родился 7 ноября 1939 года в Киеве в семье служащего. Окончил КГИТИ имени И. К. Карпенко-Карого (1967).
С 1969 года работает в «Укркинохронике». Член Национального СКУ.

## Фильмография
- 1968 — В поисках сокровищ (соавтор сценария)
- 1969 — Антеи украинской науки
- 1970 — Олесь Гончар; Украина, ЭКСПО-70
- 1971 — Братья Гетманы
- 1972 — Иван Кочерга; Мы строим
- 1973 — Хроника одной премьеры
- 1974 — Плотина дружбы на Евфрате; Глубина
- 1975 — Рождение огня» (сценарист); Город, который шагает в завтра; Встреча студентов социалистических стран; Марокко. Размышления в пути
- 1977 — Ты помнишь, товарищ? (соавтор сценария); Лицом к опасности
- 1978 — Должен жить
- 1979 — Золотой сентябрь воссоединение
- 1980 — Крутовики (Диплом и приз Всесоюзного смотра-конкурса фильмов о рабочем классе, Ярославль, 1981); Командармы индустрии (соавтор сценария; Приз XV Всесоюзного кинофестиваля, Таллин, 1982)
- 1982 — Земля моих предков
- 1983 — Председательствующий корпус (Специальный приз Вкф, Киев, 1984)
- 1985 — Стратеги науки
- 1989 — Тарас (сценарист совместно с В. С. Костенко)
- 1991 — Христос воскрес (пение, сценарист)
- 1992 — Кубанські козаки. А вже літ двісті...

## Награды и премии
- заслуженный деятель искусств УССР (1982)
- премия имени Я. А. Галана (1982)
- Государственная премия УССР имени Т. Г. Шевченко (1986) — за документальные фильмы «Командармы индустрии», «Главенствующий корпус», «Стратеги науки»